# Idu
Idu ist der Name eines alten koreanischen Schriftsystems, das auf chinesischen Schriftzeichen basiert.

Es ist auch als „Itu“ (吏套), „Iseo“ (吏書), „Ido“ (吏道・吏刀) und „Ito“ (吏吐) bekannt. 

Er wurde von der Silla-Zeit bis zum Ende des 19. Jahrhunderts genutzt.

Es wurde vor der Erfindung des Hangul zum Niederschreiben des Koreanischen verwendet, war aber auch noch lange danach in Gebrauch.

Es macht sich zunutze, dass man chinesische Schriftzeichen sowohl bedeutungs- als auch lautwertig lesen kann.

Andere Hilfsschriften waren Hyangchal (향찰; 鄕札) und Gugyeol (구결; 口訣).

## Trivia
In dem Roman Der Campus von Tom Clancy verwendet Eva Pang Idu um ein selten genutztes Administratorpasswort zu notieren.